# یوهانس تینس بو
یوهانس تینس بو (نروژی: Johannes Thingnes Bø؛ زادهٔ ۱۶ مهٔ ۱۹۹۳) ورزشکار دوگانه اهل نروژ است.